# 4549 Burkhardt
A 4549 Burkhardt (ideiglenes jelöléssel 1276 T-2) a Naprendszer kisbolygóövében található aszteroida. Cornelis Johannes van Houten,  Ingrid van Houten-Groeneveld,  Tom Gehrels fedezte fel 1973. szeptember 29-én.